# كيسفيل
كيسفيل (بالإنجليزية: Keysville, Georgia)‏ هي مدينة تقع في مقاطعة بورك, مقاطعة جيفرسون بولاية جورجيا في الولايات المتحدة. تبلغ مساحة هذه المدينة 2.8 (كم²)، وترتفع عن سطح البحر 80 م، بلغ عدد سكانها 332 نسمة في عام 2010 حسب إحصاء مكتب تعداد الولايات المتحدة.

## وصلات خارجية
- ckeysville.com
- Cities & Counties - Georgia.gov